# Weissenhäuser Strand
Weißenhäuser Strand är ett samhälle och turistort vid Östersjön i Schleswig-Holstein, Tyskland. Weißenhäuser Strand är ligger på halvön Wagrien i kommunen (Gemeinde) Wangels. Samhället ligger nära Kiel, Lübeck och Travemünde. Holiday Park som ligger i orten byggdes 1976 och är ett av Europas största äventyrsbad. Där finns också bland annat en inomhuslekpark kallad Jungle Land, restauranger, etagelägenheter och stugor som man kan hyra. På orten finns också en 3 kilometer lång sandstrand.